# Teliagarhi
Teliagarhi (aussi écrit Teliagarih) est situé dans le Gram panchayat Mandro, aux confins du Bengale, dans le district de Sahebganj et l'État du Jharkhand.

## Histoire
Teliagarhi fut d’abord la route principale d'invasion des conquérants ghourides menés par Bakhtyar Khalji qui s'emparèrent du Bengale au XIIIe siècle. En 1538, Sher Shah Suri et Humâyûn y livrèrent un combat décisif ; le prince rebelle Khurram combattit Ibrahim Khan à Teliagarhi et Rajmahal pour le contrôle du Bengale.
Un fort y fut établi sous le règne du Chah Djahan par un artisan (teli) zamindar converti à l'Islam. Le temple de Maa Raxisthan n'a été édifié qu'en 1819.

## Géographie
Cette carte montre une région vallonnée, les collines de Radjmahal, qui s'étendent des berges du Gange vers le sud , dans le district de Dumka (hors de la carte). Le barrage de Farakka (10) est indiqué à l'ouest du Bengale, ainsi que les mines de charbon de Radjmahal (36). Tout ce plateau est essentiellement rural, avec quelques modestes foyers d'urbanisation.

### Démographie
Selon le Recensement de l'Inde de 2011, Teliagarih comptait 107 habitants, dont 58 hommes (54%) et 49 femmes (46%), et 19 enfants de moins de 19 ans. 46 individus étaient alphabétisés (52.27% des plus de 6 ans).

### Transport
La gare la plus proche est celle de Karamtola (à 9 km de Sahibganj), sur le circuit de Sahibganj, une antenne de la ligne du Bengale-Occidental.